# ウィンドチャイム

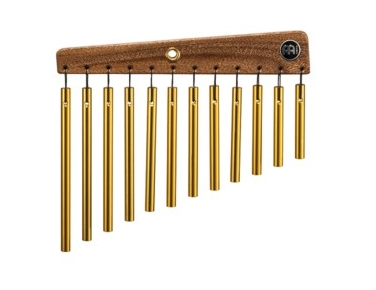
バーチャイム

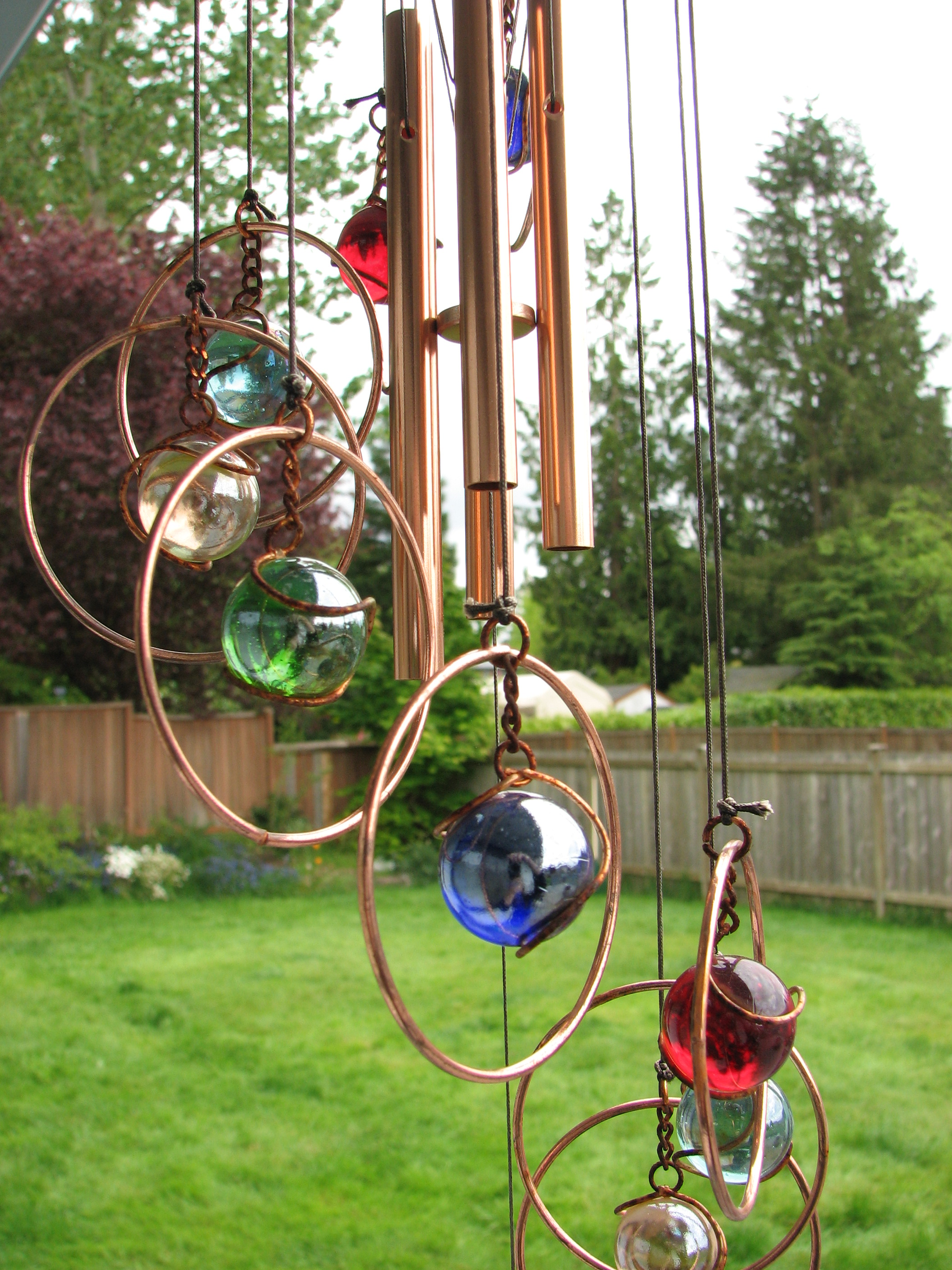
ウィンドチャイムの一種

ウィンドチャイムは、打楽器（体鳴楽器）の一種。ツリーチャイムや、バーチャイムなどとも呼称する。

## 構造
直径数ミリ、長さ数センチから十数センチの金属棒を、数十本、次第に長さが変化するように横に並べて糸で吊り下げたもので、ビーターや手などを用いて金属棒を揺らすと、金属棒同士がぶつかり合って高い噪音が出る。

## 演奏
端から端まで滑らせるように奏するグリッサンド奏法が使われることが多く、「流れ星」のような、繊細できらびやかな効果をもたらす。